# Reso (fiume)

La Bitinia è situata nella parte nord-occidentale

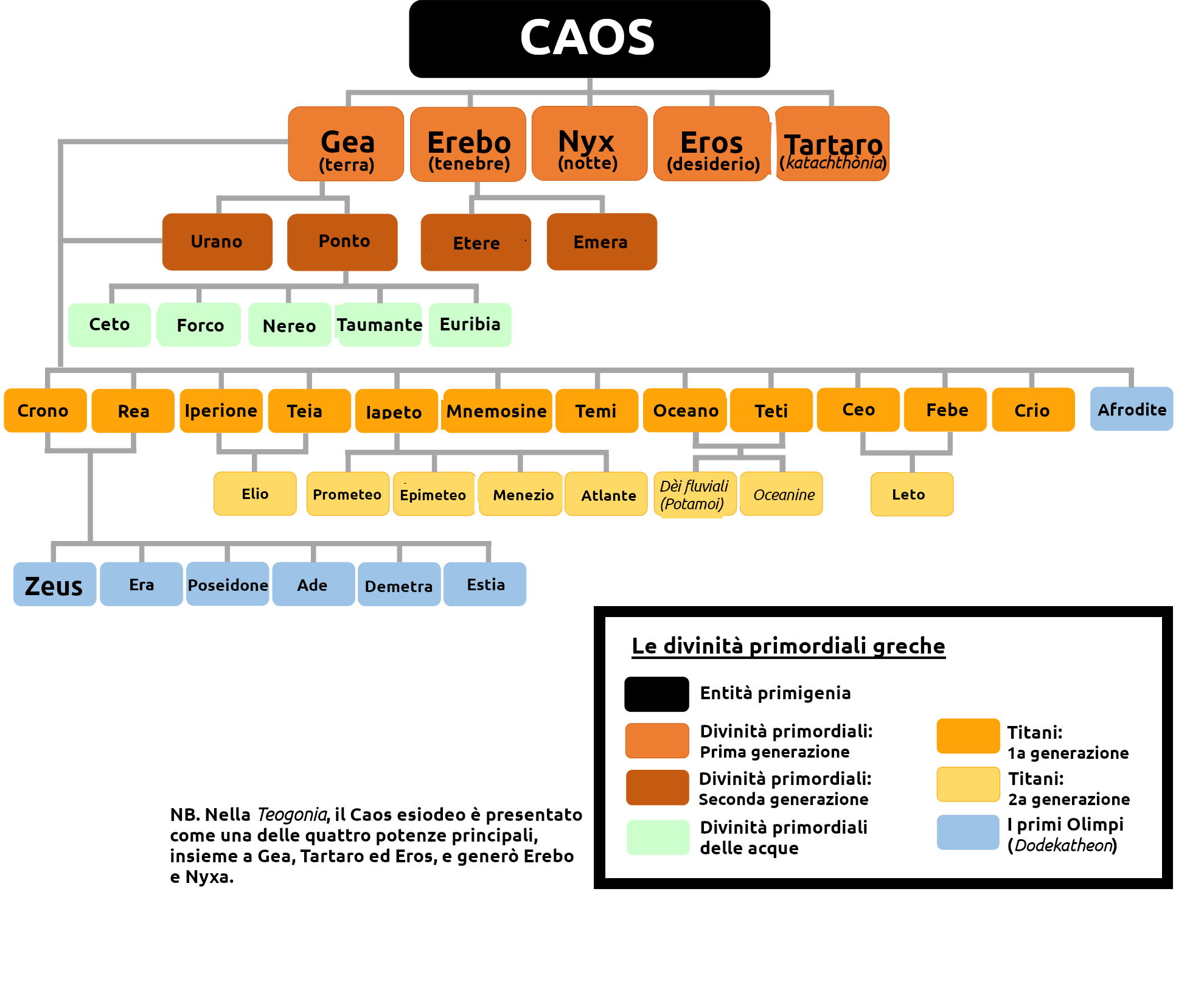
I Potamoi fanno parte della seconda generazione di titani

Reso (dal greco antico, Ῥῆσος / Rhẽsos, latino Rhesus) è un fiume che si trova nella storica regione Bitinia, nel nord-ovest dell'Anatolia. Come uno dei tremila Potamoi della mitologia greca, è figlio del titano Oceano e della titanide Teti. Il poeta greco antico Esiodo menziona il suo nome nella propria opera Teogonia.
«Ebbe Océan da Teti i gonfi fiumi,

    Nilo, Eridàn dai cupi gorghi, Alfeo,
   Strimon, Meandro, Fasi, e Reso, e il chiaro
   Istro, e Acheloo dalle bell’onde, e Nesso
   Aliammone, Ettàporo, Granico,
   Il divin Simöenta, Esepo, Rodio,
   Caïco di bel corso, Ermo, Penéo,
   Il gran Sangario, Even, Partenio, Ardesco,
   Ladone e il dio Scamandro.»

-- Esiodo, Teogonia. Traduzione dal greco di Lorenzo Pozzuolo (1873)